# Kenedich Kálmán
Kunsági Kenedich Kálmán (Kiskunhalas, 1862. március 16. – Budapest, 1944. január 23.) magyar énekes (tenor), színész.

## Életútja
Szögedi Endrétől, a Zenede igazgatójától tanult énekelni; Balogh Gusztáv színházi karnagy pedig az akkori nagysikerű operettek szerepeit tanította be neki, míg Kenedich érezve igazi hivatását, elhagyta a gyógyszerészpályát és 1883. márciusában elszerződött Szabadkára Gerőfy Andorhoz. Csakhamar nagyobb szerepeket kapott és sikere folyton nőtt. Megismerte úgyszólván az egész ország, Jakab Lajos, Tiszay Dezső, Somogyi Károly, Komjáthy János és Makó Lajos igazgatók társulatával minden nagyobb városban működött. Főszerepeket énekelt egy tucat operában, de számos népszínműben is fellépett, sőt nem egy vígjáték- és drámai előadást ő tett lehetővé azzal, hogy a hiányzó bonviván vagy hősszerelmes szerepét betanulta és eljátszotta. Így nemcsak mint énekes, hanem mint színjátszó is teljesen kifejtette képességeit, a kritika utóbb mint szerepeinek megjátszóját mindig kiemelte. A közönség is fényes ajándékokkal mutatta ki nagyrabecsülését Kassán, Szegeden, Sátoraljaújhelyen, Eperjesen és Ungvárott jutalomjátékain.
Már 1889-ben, amikor a budapesti városligeti aréna igazgatója, Feld Zsigmond megszüntetve német társulatát, a színkörben magyar előadásokat kezdett tartani (a Népszínház társulata nyitotta meg az új érát, Rákosi Jenőnek Éjjel az erdőn című népi drámájában Blahánéval) az a megtiszteltetés érte Kenedichet, hogy ez együtteshez őt hívta meg a tenorszerepekre. Sikere arra bírta a Népszínház igazgatóját, Evva Lajost, hogy szerződési ajánlatot tett Kenedichnek, azonban éppen akkor kapott 3 éves szerződést (a Népszínházból kivált) Makó Lajostól, új szegedi társulatához és nem tartotta ildomosnak elpártolni új igazgatójától.
Végül 1895. júniusában alkalma nyilt Kenedichnek, hogy elfogadta a Népszínház meghívását, eljátszotta és énekelte a Hoffmann meséi címszerepét. Evva igazgató azonnal szerződtette. Mint rendes tag, először Johann Strauss jubileumi operettjében, a Jabukában lépett fel, Komáromy Mariskával. De partnerei lettek mind a ragyogó művésznők: Blaha Lujza, Hegyi Aranka, Pálmay Ilka, Küry Klára, Bárdy Gabi, Margó Célia és a vidék olyan primadonnái, akik méltók voltak arra, hogy a Népszínházban vendégszerepeljenek; a férfiak közül pedig Szirmai Imre, Vidor Pál, Németh József, Kassai Vidor, Fóriss Pista, Újvári Károly (e néven az első) stb. Mint megemlékezésében Kenedich írja, együtt maradt ezekkel a népszínházi törzstársulat széjjeleresztéséig, illetve Porzsolt Kálmán igazgató erőszakos megbuktatása, Vidor Pál tragikus öngyilkossága és azután még a Népszínházi Bizottság egyideig tartott vezetéséig, mint elsőrendű énekesszínész.
Még tíz évvel korábban, a millenniumi kiállításon (1896) nagy kitüntetés volt, hogy Blaháné és más kiváló művészek mellett Kenedich énekéről is fonográffelvételeket eszközöltek megörökítés és a kiállításon történő népszerűrítés végett. Kenedichnek három énekszámot kellett leadnia a fonográfba. Volt része egyéb megtisztelésekben is, a tudományegyetem aulájában a Csokonai-emlékünnepén szerepelt; meghívták Münchenbe és Berlinbe, gramofonba felvett előadásokra; a berlini Komische Operben az ő Hoffmannja annyira tetszett Weingartner Félixnek, hogy szerződéssel kínálta meg, de amelyet Kenedich tökéletlen németsége (és akkoriban szomorú családi körülményei) miatt nem fogadhatott el.
Említésreméltó, hogy a Népszínház századik Cigánybáró-előadása után a nagynevű zeneszerző, Johann Strauss, a pompás alakításáért emlékül, Hegyi Arankának, a páratlan Szaffinak és Kenedichnek, a kiváló Barinkaynak, egy-egy brilliánsgyűrűt ajándékozott. Hogy számos jótékonycélű hangversenyen való szereplés dicsősége jutott Kenedichnek, ez magától értetődik. Nem mindennapi azonban az a megtisztelő szerep, hogy a Magyar Lovaregylet (a Mágnáskaszinó mellékhajtása) egypárszor a tátralomnici nyári jótékonycélú ünnepségek rendezésére és ott művészi közreműködésre kérte fel Kenedichet. 1907-ben pedig, tehát a Népszínház csillagának letűnte után egy évtizeddel, a berlini Magyar Egyesület hívta meg; II. Vilmos császár egész kíséretével nagy élvezettel végighallgatta a hangversenyt, s Kenedich magyar énekszámai (a kuruc dalok is) annyira tetszettek a német uralkodónak, hogy az ünnepi előadás után bemutattatta magának Kenedichet és meleg elismerését fejezte ki a szép produkcióért.
Kenedich pályájának valódi érdemét jellemzi az az érdekes körülmény, hogy három ízben is alkalma volt arra, hogy a Magyar Királyi Operaház tagjai közé emelkedjék. Először 1890-ben, Szegeden vendégszerepelt Jászai Mari, hallotta őt és ajánlotta Mahler Gusztáv operaigazgatónak; másodszor, amikor a Népszínházhoz került, Káldy Gyula szerződtette volna játékoperákra; harmadszor Mészáros Imre operaigazgató hívta ugyanerre a szerepkörre; Kenedich azonban hű akart maradni a Népszínházhoz.
1907-ben visszavonult és újságíróként folytatta pályáját.
Neje Ádám Etel, akivel 1889-ben a Városligeti Színkörben együtt működött, meghalt 1911. július 14-én, Budapesten.

## Fontosabb szerepei
- Hunyadi László (Erkel F.)
- Hoffmann (Offenbach: Hoffmann meséi)
- Germont Alfréd (Verdi: Traviata)
- Barinkay (ifj. J. Strauss: A cigánybáró)

## Működési adatai
1883: Miskolc; 1884: Szatmár; 1885: Temesvár; 1886: Székesfehérvár; 1887–88: Kassa; 1889: Városligeti Színkör, Szeged; 1894: Nagybecskerek; 1895–1907: pesti Népszínház. 1907 után vidéken vendégszerepelt.